# Remy van Kesteren
Remy van Kesteren (* 8. März 1989 in Zeist) ist ein niederländischer Harfenist.

## Biografie

### Studium
Remy van Kesteren wurde im Alter von zehn Jahren in die Klasse von Erika Waardenburg am Utrechts Conservatorium aufgenommen und schloss 2010 mit der höchsten Auszeichnung ab. Er setzte seine Ausbildung am Pariser Konservatorium fort, wo er bei der berühmten Harfenistin Isabelle Moretti studierte. Im Jahr 2012 erwarb er seinen Master-Abschluss summa cum laude am Conservatorium van Amsterdam.

### Preise
Van Kesteren hat mehrere Preise gewonnen. Er ist Gewinner des Elisabeth-Everts-Preises, dem Preis für herausragende junge Talente in den Niederlanden. Er gewann erste Preise bei der Dutch Harp Competition und bei der Princess Christina Competition. Im Jahr 2008 gewann er den dritten Platz beim Internationalen Harfenwettbewerb in Moskau und im Jahr 2009 den dritten Preis beim renommierten Internationalen Harfenwettbewerb in Israel. In diesem Jahr gewann er auch das Finale des Wettbewerbs der Stichting Jong Muziektalent Nederland, was ihm den Titel Jong Muziektalent 2009 einbrachte. Im Oktober 2012 tourte er als Preisträger des Dutch Classical Talents, einem Anreizprojekt unter anderem des Concertgebouw-Orchesters und von NPO Radio 4, dessen Finale am 21. April 2013 im Het Concertgebouw stattfand. Im Jahr 2013 gewann er den Grachtenfestivalpreis, der jährlich zu Beginn einer internationalen Karriere an einen jungen Musiker oder ein Ensemble vergeben wird. Im Jahr 2016 erhielt er den Niederländischen Musikpreis, die höchste Auszeichnung des Ministeriums für Bildung, Kultur und Wissenschaft für klassische Musiker.

### Konzerte
Seine vielen Auszeichnungen führten zu Konzerten auf der ganzen Welt, von Europa bis in die USA, Japan und Afrika. Im Alter von sechzehn Jahren gab er sein Debüt im Amsterdamer Concertgebouw mit dem Nederlands Kamerorkest. Ein Jahr zuvor spielte er bei der Taufe von Prinzessin Amalia und trat in der Carnegie Hall, New York auf. Im Jahr 2011 war er Young Artist in Residence beim NJO Music Summer in Gelderland. Ende letzten Jahres tourte er in den Niederlanden, Belgien, Luxemburg und Deutschland in der berühmten Night of the Proms. Als einziger klassischer Solist trat er neben so umstrittenen Popkünstlern wie Anastacia und den legendären Jacksons auf. Laut der Organisation Proms hat Remy „den Mut, das Aussehen und die Meisterschaft, die Aufmerksamkeit auf ein einzigartiges Instrument zu lenken, das bei Night of the Proms noch nie zuvor im Rampenlicht stand“. Remy war „Die schönste Überraschung des Abends“, so die flämische Zeitung De Morgen. Im Jahr 2016 war er Gast beim nationalen Gedenkkonzert Bridge to Liberation Experience.

### Dutch Harp Festival
Im Alter von 20 Jahren gründete er das Dutch Harp Festival, von dem bereits drei erfolgreiche Ausgaben in den Jahren 2010, 2012 und 2014 in Utrecht stattgefunden haben. Unter seiner künstlerischen Leitung erlebte das Festival im Februar 2014 seine dritte Auflage mit prominenten Künstlern wie dem Schriftsteller/Dichter Kees van Kooten, der Sopranistin Claron McFadden und dem Choreographen Hans van Manen. Mit Van Manen arbeitete Remy auch an einem neuen Ballett, das im Frühjahr 2014 mit dem Niederländischen Nationalballett uraufgeführt wurde.

### Radio und TV
Remy van Kesteren ist ein gefragter Gast in Radio und Fernsehen. Er spielte in De Wereld Draait Door, VPROs Vrije Geluiden, GIEL – das Morgenprogramm von Giel Beelen auf 3FM, De Tiende van Tijl, Wie is de Mol?, Met het Oog op Morgen, der Nachrichtensendung auf TROS Radio 1, NTR Diskotabel und KROs De Ochtend van Vier.

## Diskografie

### Alben
- Remy. (2012)
- Memento (2014)
- Tomorrow Eyes (2016)
- Piazzolla (2017)
- Shadows (2019)